# ویلیام لیسی کلی

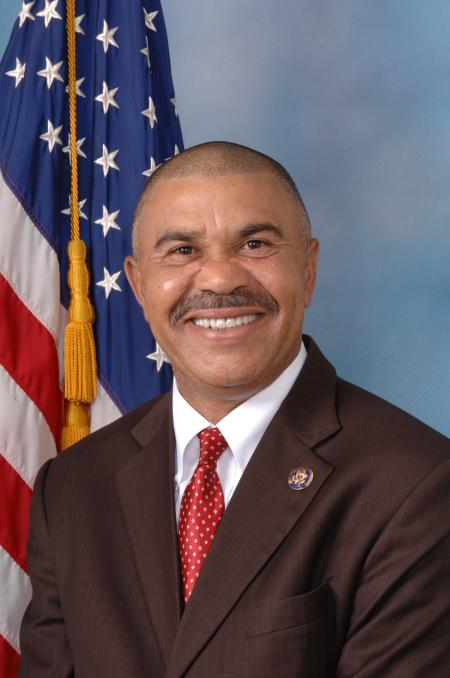

ویلیام لیسی کلی (به انگلیسی: William Lacy Clay) نمایندهٔ حوزه انتخابیه اول میزوری از حزب دموکرات ایالات متحده آمریکا در مجلس نمایندگان ایالات متحده آمریکا است که برای نخستین‌بار در ۵ ژانویه ۲۰۰۱ میلادی به‌عضویت این مجلس درآمد.